# Brigitt Petry
Pour les articles homonymes, voir Petry.
Brigitte Petry (née le 14 mars 1943 à Berlin, morte le 28 avril 1971 à Dortmund) est une chanteuse allemande.

## Biographie
Brigitt a grandi à Berlin. Elle va au conservatoire de Halle-sur-Saale et de Berlin. Elle devient chanteuse de jazz et de schlager dans la RDA. Elle donne des concerts à Varsovie, Moscou et Bucarest. En 1965, elle arrive en Yougoslavie puis passe en Autriche et va en République fédérale d’Allemagne et commence par travailler comme parolière et compositrice.
Elle participe au Deutsche Schlager-Festspiele 1966 avec la chanson So alt wie die Welt et prend la quatrième place. Par la suite, Brigitt Petry apparaît dans de nombreuses émissions de télévision et fait une figuration dans le film Il bello, il brutto, il cretino sorti en 1967. Elle fait un duo avec Jack White. Elle chante à l'Exposition universelle de 1970 à Osaka.
Le 28 avril 1971, elle conduit sa voiture sur la Bundesstraße 1 près de Dortmund, percute un poteau en béton et succombe à ses blessures.

## Discographie
- dann wird Liebe aus der Liebelei / Teddy, Teddy, Teddy (Amiga, 1962)
- I Saw Linda Yesterday / Chattanooga Choo Choo / Queen For To-Night / Shimmy Baby (Pronit 1962)
- When The Saints Go Marshing In / Swinging School (Pronit 1962)
- What You... Gone To Do / I'll Try To Sing The Blues / Blues For Me / O What A Wonderful Feeling (Polskie Nagrania Muza 1963)
- Blue Beat / Das Haus im Westen / Shake It Easy Baby / Down Town (Electrecord Romania, 1965)
- Jeder geht einmal den Weg in das Glück / Sunny-Honey-Boy (Polydor 1965)
- Vergessen / Da kam der and're Mann (Polydor 1966)
- So alt wie die Welt / So vergehn'n die schönen Jahre (Polydor 1966)
- Lonely Moon / Sie sind so wie wir (Polydor 1966)
- Wenn die Glocken läuten / Kannst Du verzeihn? (Polydor 1967)
- I Love You (Was kann ich denn dafür) / Das goldene Band (avec Jack White, Polydor 1967)
- Hey, Hey Boy / Traumland (Polydor 1968)
- Lass die Hände von Bill Bailey / da beisst ein Goldfisch an (EMI 1968)
- Da beißt ein Goldfisch an : cette reprise de Watch'n'Chain fait partie de la bande originale de Vorsicht vor Leuten d'Arne Feldhusen.
- Babuschka / Ich hab' meine Flügel verloren heute Nacht (EMI 1969)
- Komm her und lieb mich / Es tut mit weh (EMI 1969)
- Lovebutton / Hey Little Girl (EMI 1970)

## Source de la traduction
- (de) Cet article est partiellement ou en totalité issu de l’article de Wikipédia en allemand intitulé « Brigitt Petry » (voir la liste des auteurs).